# Algirdas Endriukaitis
Algirdas Endriukaitis (*  23. November 1936 in Kaunas) ist ein litauischer Politiker.

## Leben
Nach dem Abitur studierte er von 1954 bis 1957 Rechtswissenschaft an der Vilniaus universitetas. 1957 wurde er wegen der antisowjetischen Tätigkeit in Sowjetlitauen  festgenommen und bis 1963 war in den Lagern in Mordowien. Von 1963 bis 1990 arbeitete er im Kolchos. 1970 absolvierte er das Diplomstudium der Wirtschaft an der Lietuvos žemės ūkio akademija.
Von 1990 bis 1996 war er Mitglied im Seimas.
Er war Mitglied von Sąjūdis.